# Elsebeth Egholm
Elsebeth Egholm (Nyborg, 7 settembre 1960) è una scrittrice e giornalista danese.

## Biografia
Nasce a Nyborg, piccolo comune danese situato sull'isola di Fionia, ma cresce a Lisbjerg, vicino Aarhus.
Dapprima studentessa di musica presso la Royal Academy of Music e presso il Dipartimento di Musicologia dell'Università di Aarhus, in un secondo momento decide di iscriversi alla Danish School of Journalism senza spostarsi da Aarhus.
Lavora per diversi anni come giornalista per un giornale locale fino a che nel 1992 decide di andare a vivere con il futuro marito, Philip Nicholson, sull'isola maltese di Gozo lavorando come autrice freelance.
Ha iniziato a farsi conoscere come autrice di racconti, pubblicati in riviste femminili, in Danimarca e nei paesi scandinavi.
Nel 1999 pubblica il suo primo libro, De frie kvinders klub.
Nel 2002, con Una cittadina tranquilla (Skjulte fejl og mangler), nasce la saga che vede come protagonista la giornalista Dicte Svendsen, che apparirà successivamente in tutti gli altri scritti della Egholm (compresi anche i due romanzi della serie di Peter Boutrup, in quanto egli è figlio di Dicte).
Attualmente Elsebeth Egholm divide il suo tempo tra Aarhus e l'isola maltese di Gozo.

## Filmografia
Elsebeth Egholm è ideatrice della serie televisiva danese Loro uccidono, trasmessa nel 2011 sia in Danimarca (su TV2) che in Italia (su Fox Crime). Purtroppo per i bassi ascolti la serie è stata cancellata, così è stato deciso di girare un episodio conclusivo per dare un finale alla serie, distribuendolo poi in patria al cinema come film; in Italia è arrivato direttamente in televisione, sempre su Fox Crime

## Opere

### SerieDicte
- Una cittadina tranquilla, Newton Compton 2017 (Skjulte fejl og mangler, 2002)
- Selvrisiko, 2004
- Il danno, Einaudi 2011 (Personskade, 2005)
- Nærmeste pårørende, 2006

- Liv og legeme, 2008
- Vold og magt, 2009
- Eget ansvar, 2013
- Kød og blod, 2014
- Dødvægt, 2015

### SeriePeter Boutrup
- Tre hundes nat, 2011
- De dødes sjæles nat, 2012

### Altri romanzi
- De frie kvinders klub, 1999
- Scirocco, 2000
- Opium, 2001

## Edizioni italiane
Il primo romanzo della Egholm arriva in Italia con Einaudi nel 2011 ed è Il danno, traduzione dell'originale Personskade del 2005, che però rappresenta il terzo capitolo delle avventure di Dicte Svendsen. Solamente nel novembre 2017, grazie a Newton Compton, arriva in italiano il primo romanzo della fortunata serie danese, Skjulte fejl og mangler, con il titolo Una cittadina tranquilla, ben 15 anni dopo la pubblicazione originale.

## Trasposizioni televisive
Dai romanzi della serie di Dicte Svendsen è tratta la serie TV danese Dicte, trasmessa dal 2013 al 2016 per un totale di 3 stagioni ed un episodio speciale conclusivo. La serie è stata trasmessa in patria su TV2 Denmark, mentre negli Stati Uniti è stata acquistata da Netflix che ha distribuito tutti gli episodi nel novembre 2016. In Italia è andata in onda su Fox Crime tra il 2016 e il 2017, che però non ha trasmesso l'episodio finale.